# Torzhok
Torzhok (en ruso: Торжо́к) es una ciudad del óblast de Tver, Rusia, famosa por su artesanía popular de orfebrería bordado. Según el censo de 2007 cuenta con una población de 47 600 habitantes.
Dentro de la óblast de Tver, la ciudad forma por sí sola una unidad administrativa directamente subordinada a la óblast, con jurisdicción municipal con estatus de ókrug urbano. Geográficamente, la ciudad se enclava en el centro del raión homónimo, un distrito administrativo y municipal (raión) del que el municipio de Torzhok no forma parte, pese a que la ciudad de Torzhok alberga los órganos administrativos del distrito.

## Geografía
Por la ciudad fluye el río Tvertsá y está localizada a unos 50 kilómetros al noroeste de Tver y 145 de Moscú. La autopista federal M10 discurre por la ciudad, además de una rama de la compañía ferroviaria Oktyábrskaya.

## Historia
Torzhok es mencionada por primera vez en una crónica de 1139. Los mongoles la quemaron en 1238, pero no continuaron hacia el norte a Veliki Nóvgorod. En ese momento la ciudad estaba al mando de la única vía que llevaba el grano a Nóvgorod. Una vez bloqueada la ruta Torzhok, una gran escasez de grano y el hambre asoló Nóvgorod. En consecuencia, Torzhok era una localidad clave para la República de Nóvgorod y cambió de manos frecuentemente durante las guerras feudales internas.
La ciudad fue incorporada al Principado de Moscú con el resto de la República de Nóvgorod en 1478 por las tropas de Iván III de Rusia. El ejército polaco asoló la ciudad con frecuencia durante la llamada: Época de la Inestabilidad. Durante el periodo imperial de la historia rusa, Torzhok era conocida como un importante estación de parada en la ruta de la carretera de Moscú a San Petersburgo. Aleksandr Pushkin, por ejemplo, la utilizó para pasar en varias ocasiones, así que hay un museo dedicado a él en la ciudad.
Los monumentos arquitectónicos de Torzhok incluyen un número de iglesias parroquiales que se remontan a finales del siglo XVII y principios del siglo XVIII. Bajo el mandato de Catalina la Grande, el antiguo monasterio de los santos Borís y Gleb fue rediseñado en estilo neoclásico por un terrateniente local, el príncipe Lvov. La iglesia principal de la ciudad es la catedral del Salvador de la Transfiguración, fundada en 1374. El edificio actual fue consagrado en 1822. También hay un diminuto palacio que Catalina utilizaba durante sus viajes.

## Ciudades hermanadas
- Savonlinna, Finlandia.
- Slonim, Bielorrusia.

## Personas importantes
- Mikhail Bakunin , Anarquista
- Alexej von Jawlensky, Pintor
- Solomón Shereshevski, Mnemonista